# Mercedes Iman Diamond
Mercedes Iman Diamond, nombre artístico de Curran, es una artista drag keniata-estadounidense que compitió en la undécima temporada de RuPaul's Drag Race. Originario de Mombasa, Kenia, Curran se mudó a Minneapolis, Minnesota, donde creó el personaje drag Mercedes Iman Diamond y compitió en concursos. Diamond fue la primera concursante musulmana de la franquicia Drag Race. Los memes de Internet sobre ella en el programa se volvieron virales y sus líneas en un desafío cinematográfico de parodia generaron un remix de baile de Adam Joseph.

## Primeros años
Curran nació el 12 de diciembre de 1987, en Mombasa, Kenia. Se mudó a los Estados Unidos a la edad de once años. Creó su personaje drag, Mercedes Iman Diamond, en el club Gay 90s de Minneapolis una década después.

## Carrera
Mercedes Iman Diamond tiene experiencia en concursos de belleza. Ganó el certamen Miss Gay 90s en 2016. A nivel local, también fue nombrada Miss Ciudad de los Lagos y fue la segunda suplente en Miss Minnesota Continental.
Mercedes Iman Diamond fue la primera concursante musulmana de RuPaul's Drag Race, compitiendo en la undécima temporada, que se estrenó en 2019. En el primer episodio ("Whatcha Unpackin?"), tuvo un mal desempeño en el mini-desafío de la sesión de fotos y usó un atuendo inspirado en la ex concursante de Drag Race Bianca Del Rio para la pasarela. El desafío de actuación en el segundo episodio ("Good God Girl, Get Out") requirió que ella bailara y recitara diálogos inspirados en la película Paris Is Burning (1990) en una parodia de Get Out (2017). Los memes de Internet de su lucha por pronunciar "opulence" se volvieron virales, y su voz recibió un remix de música dance del cantautor estadounidense Adam Joseph. Durante una batalla de lip sync bajo la canción "Work Bitch" (2013) de Britney Spears, Diamond posteriormente eliminó a su compañera en el desafío, Kahanna Montrese, de la competencia. A pesar de su desgana inicial, en el tercer episodio ("Diva Worship"), Mercedes Iman Diamond describió su experiencia al ser perfilada racialmente y colocada en la lista de exclusión aérea durante años porque ser keniata. También reveló que había sufrido un derrame cerebral durante un concurso, como resultado de los exigentes requisitos de viaje. En el cuarto episodio ("Trump: The Rusical"), Diamond interpretó a Ivanka Trump en el Rusical (desafío de teatro musical) inspirado en Grease sobre Donald Trump y las mujeres en su vida y gabinete. Su actuación la colocó entre las dos últimas y fue eliminada de la competencia después de perder una batalla de lip sync contra Ra'Jah O'Hara con la canción "Living in America" de James Brown (1985).
Mercedes Iman Diamond continúa actuando en espectáculos drag y tiene numerosos seguidores en las redes sociales. Ella y la también concursante de Drag Race, Jaidynn Diore Fierce, actuaron en el primer brunch drag de Ely en 2022.

## Vida personal
Curran vive en Minneapolis. Él es abiertamente gay.
Merced Iman Diamond es la "hija drag" de Prada Diamond.

## Filmografía

### Televisión
- RuPaul's Drag Race (11ª temporada)

### Series web
- Whatcha Packin (2019)[27]
- Look at Huh (2020)[28][29]